# Andor György
Andor György, 1898-ig Anhäupel (Pest, 1867. július 14. – Budapest, 1914. december 6.) minisztériumi tanácsos, római katolikus pap, pápai prelátus.

## Élete
Anhäupel György és Stöhr Paulina fia. Budapesten, Pozsonyban és Esztergomban járt középiskolába, majd 1885. október 28. és 1891 között a Collegium Germanicum et Hungaricumban hallgatott teológiát tanult. Bölcseleti és hittudományi doktori oklevelet szerzett, 1891. október 28-án szentelték pappá Rómában. 1892 és 1894 között az esztergomi Hittudományi Főiskolán volt a bölcselet rendes tanára, 1894 és 1897 között az esztergomi papnevelő intézet szemináriumi prefektusa, majd 1897-től érseki szertartója. Szentszéki jegyző volt, 1901-től pedig prímási titkár, később irodaigazgató, 1905 és 1911 között pedig az esztergomi főegyházmegyei elemi római katolikus iskolák tanfelügyelőjeként működött. 1991-től 1914-ig a Vallás- és Közoktatásügyi Minisztérium I. Ügyosztályán dolgozott mint miniszteri osztálytanácsos. 1900-tól pápai kamarás, 1907-től pápai prelátus, 1906. október 27-től az esztergomi főkáptalan mesterkanonokja volt. 1893 és 1914 között a főegyházmegyei legényegyesület másodelnöke volt. 1908-tól a Vigilantia Bizottság és a Szent István Társulat igazgatói választmányának és Tudományos és Irodalmi Osztályának tagja volt.
Prédikációit közölte 1896-tól az Isten Igéje Szentbeszédekben című folyóiratban. 1899 és 1903 között a lap szerkesztője volt. Tudományos értekezései, hitéleti írásai elsősorban a Magyar Sionban (1894–1902), a Bölcseleti Folyóiratban (1896-tól), a Kolping c. lapban (1899–1906), a Katholikus Szemlében (1901-től) és a Magyar Szemlében jelentek meg (1903–1905).

## Fontosabb művei
- A lourdes-i jelenések theológiai szempontból. (Magyar Sion, 1894)
- Zola és a naturalizmus taktikája. (Magyar Sion, 1894)
- Az aristotelesi bölcselet alapfogalmairól. (Bölcseleti Folyóirat, 1896)
- Szocializmus és anarchizmus elvei. (Magyar Sion, 1898)
- Szentbeszéd Szent Adalbert ünnepére, mondotta az esztergomi főszékesegyházban. (Esztergom, 1898)
- Dante tisztulási útja. (Bp., 1903)
- A szeplőtelen fogantatás kihirdetésének kulturális jelentősége. (Bp., 1904)
- A tanító teendői a szociális kérdéssel szemben. (Bp., 1907)